# (32943) Sandyryan
(32943) Sandyryan est un astéroïde de la ceinture principale.

## Description
(32943) Sandyryan est un astéroïde de la ceinture principale. Il fut découvert le 13 novembre 1995 à Haleakala par l'observatoire AMOS. Il présente une orbite caractérisée par un demi-grand axe de 3,04 UA, une excentricité de 0,10 et une inclinaison de 11,0° par rapport à l'écliptique.

## Compléments